# ワニのライルがやってきた
『ワニのライルがやってきた』（原題：The House on East 88th Street）は1962年に出版されたバーナード・ウェーバーによる児童向けの本である。
この本は『ワニのライルのおはなし』シリーズの最初にあたる本である。マンハッタンのアッパー・イースト・サイドにある古いヴィクトリアン様式の高級住宅に引っ越してきたプリム一家が、ライルという名前のバスタブに住んでいる歌うことができるワニを見つけるというストーリーになっている。一家は最初は恐怖を感じたが、やがて彼を愛するようになり、家族の一員として受け入れる。
1965年には続編の『ワニのライル、動物園をにげだす』が刊行された。1987年には、本書と続編の『ワニのライル、動物園をにげだす』はHBO制作のアニメミュージカルのスペシャル『Lyle, Lyle Crocodile: The Musical - The House on East 88th Street』としてテレビ放送され、アニメーションと監督をマイケル・スポーン、音楽をチャールズ・ストラウスが務めた。また、両書は2022年の映画『シング・フォー・ミー、ライル』の原作となった。
日本では、1969年にあかね書房より八木田宜子の翻訳で『ライルはにんきもの』の題名で出版されている。その後、1984年7月に大日本図書より小杉佐恵子の翻訳で『ワニのライルがやってきた』として出版された。